# 27 tháng 4
Ngày 27 tháng 4 là ngày thứ 117 (118 trong năm nhuận) trong lịch Gregory. Còn 248 ngày trong năm.

## Sự kiện
- 629 – Tướng quân Shahrbaraz soán vị quân chủ Sassanid Ba Tư từ Ardashir III, song về sau lại bị hạ bệ.
- 909 – Hậu Lương Thái Tổ phong tước Mân vương cho Vương Thẩm Tri, Mân trở thành một quốc gia chư hầu của triều đình Trung Nguyên.
- 1521 – Nhà thám hiểm Fernão de Magalhães bị người dân bản địa sát hại tại đảo Mactan thuộc Philippines ngày nay.
- 1810 – Beethoven sáng tác một trong những bản nhạc dành cho piano nổi tiếng nhất của ông có tên gọi Für Elise.
- 1909 – Sultan Abdul Hamid II của Ottoman bị lật đổ, kế vị là em trai Mehmed V.
- 1948 – Đại hội thành lập Đoàn KTS Việt Nam (tiền thân của Hội KTS Việt Nam ngày nay) lần thứ I đã diễn ra tại Thản Sơn, xã Liễn Sơn, huyện Lập Thạch, tỉnh Vĩnh Yên (nay là tỉnh Vĩnh Phúc). Ngày 27/4 hằng năm được coi là ngày truyền thống của Hội Kiến trúc sư Việt Nam.
- 1975 – Trong Chiến dịch Mùa Xuân 1975, Quân đội Nhân dân Việt Nam đổ bộ lên đảo Phú Quý, đánh bại quân Việt Nam Cộng hòa trên đảo.
- 2005 – Máy bay phản lực lớn nhất thế giới Airbus A380 hoàn thành chuyến bay đầu tiên với khả năng chuyên chở hành khách là 840 người.
- 2011 – Chính phủ đã quyết định lấy ngày 27/4 là ngày Kiến trúc Việt Nam, và tổ chức lễ kỷ niệm lần đầu trên phạm vi toàn quốc.
- 2014 – Giáo hoàng Gioan Phaolô II được tôn phong lên bậc hiển Thánh.
- 2021 – Bộ Y tế công bố làn sóng dịch COVID-19 lần thứ 4.

## Sinh
- 1794 – Samuel Morse nhà phát minh Hoa Kỳ (m. 1872)
- 1955 – Eric Schmidt, kỹ sư, chủ tịch điều hành Google
- 1976 – Sally Hawkins, diễn viên, nhà văn, nhà sản xuất phim người Anh
- 1978 - Thân Thúy Hà, diễn viên Việt Nam
- 1995 – Nick Kyrgios, vận động viên quần vợt người Úc

## Mất
- 1521 – Fernão de Magalhães, nhà thám hiểm người Bồ Đào Nha, người tìm ra Thái Bình Dương (s. 1480)
- 1682 – Heo Mok, nhà Nho, thi sĩ, họa sĩ và đại thần nhà Lý Triều Tiên (s. 1595)
- 1857 – Nguyễn Phúc Tĩnh An, phong hiệu Nghĩa Đường Công chúa, công chúa con vua Minh Mạng (s. 1833)
- 1863 – Nguyễn Phúc Vĩnh Thụy, phong hiệu Phú Phong Công chúa, công chúa con vua Minh Mạng (s. 1824)
- 1943 – Michail Vosipavič Stakun, chủ tịch Byelorussia Xô viết (s. 1893).
- 1972 – Nguyễn Huy Ánh, Thiếu tướng Quân lực Việt Nam Cộng hòa (s. 1934)
- 1979 – Phan Huy Quát, Tổng trưởng Giáo dục (1949), Tổng trưởng Quốc phòng (1950, 1954) thời Quốc gia Việt Nam và thủ tướng Việt Nam Cộng hòa (1965)
- 1998 – Nguyễn Văn Linh, Tổng Bí thư Đảng Cộng sản Việt Nam từ 1986 đến 1991 (s. 1915).

## Những ngày lễ và kỷ niệm
- Ngày kiến trúc sư Việt Nam (từ năm 2011)
- Ngày làn sóng dịch COVID-19 lần thứ 4